# 6. Kavallerie-Division (Deutsches Kaiserreich)
Die 6. Kavallerie-Division war ein Großverband der Preußischen Armee.

## Gliederung

### Kriegsgliederung bei Mobilmachung 1914
Für detaillierte Angaben zur Stellenbesetzung seit 3. Juni 1915 vgl. Maximilian von Poseck, Die deutsche Kavallerie 1915 in Litauen und Kurland. Berlin 1924, S. 223.
- 28. Kavallerie-Brigade
  - 1. Badisches Leib-Dragoner-Regiment Nr. 20
  - 2. Badisches Dragoner-Regiment Nr. 21
- 33. Kavallerie-Brigade
  - Dragoner-Regiment „König Karl I. von Rumänien“ (1. Hannoversches) Nr. 9
  - Schleswig-Holsteinisches Dragoner-Regiment Nr. 13
- 45. Kavallerie-Brigade
  - Husaren-Regiment „König Humbert von Italien“ (1. Kurhessisches) Nr. 13
  - Jäger-Regiment zu Pferde Nr. 13
- Reitende Abteilung/Feldartillerie-Regiment „von Holtzendorff“ (1. Rheinisches) Nr. 8
- MG-Abteilung Nr. 6
- Pionier-Abteilung

## Geschichte
Die Division wurde im Rahmen der Mobilmachung zu Beginn des Ersten Weltkriegs gebildet, zunächst an der Westfront eingesetzt und Anfang November 1914 an die Ostfront verlegt. Hier kämpfte sie bis Mitte Januar 1917 und trat dann wieder an der Westfront an. Dort endete am 30. April 1918 ihr Bestehen und die Division ging in die 6. Kavallerie-Schützen-Division auf.

### 1914
- 5. bis 21. August --- Aufklärungs- und Verschleierungskämpfe vor der Front der 5. Armee
- 22. bis 27. August --- Schlacht bei Longwy-Longuyon und am Othain-Abschnitt
- 28. August bis 1. September --- Schlacht um die Maasübergänge
- 2. bis 3. September --- Schlacht bei Varennes-Montfaucon
- 4. bis 5. September --- Verfolgung westlich Verdun und durch die Argonnen
- 6. bis 12. September --- Schlacht bei Vaubecourt-Fleury
- 17. bis 24. September --- Schlacht bei Varennes
- 4. bis 14. Oktober --- Aufklärungs- und Verschleierungskämpfe in Belgien und Nordfrankreich
- 13. Oktober bis 3. November --- Stellungskämpfe in Flandern und Artois
  - 15. bis 28. Oktober --- Schlacht bei Lille
  - 30. Oktober bis 3. November --- Schlacht bei Ypern
- 3. bis 9. November --- Transport nach dem Osten
- 14. bis 15. November --- Schlacht bei Kutno
- 16. November bis 15. Dezember --- Schlacht bei Łódź
- ab 15. Dezember --- Schlacht an der Rawka-Bzura

### 1915
- bis 19. Februar --- Schlacht an der Rawka-Bzura
- 27. Februar --- Schlacht von Przasnysz
- 3. bis 4. März --- Chorzele, Brzeski-Kolaki und Rembielin
- 3. bis 10. März --- Gefechte im Orzyc-Bogen
- 11. bis 17. März --- Stellungskämpfe nördlich Przasnysz
- 22. bis 29. März --- Gefechte bei Memel und Tauroggen
- 26. April bis 9. Mai --- Vorstoß nach Litauen und Kurland
- 9. Mai bis 13. Juli --- Gefechte am Windawski-Kanal und an der oberen Windau
- 14. bis 25. Juli --- Schlacht um Schaulen
- 30. Juli bis 4. August --- Schlacht bei Kupischki
- 12. bis 19. August --- Schlacht bei Schimanzy-Ponedeli
- 20. August bis 3. September --- Gefechte am Njemenek und an der Düna
- 5. bis 8. September --- Lojan, Daudsewas und an der Lauze
- 5. bis 28. September --- Gefechte gegen Jakobstadt (verstärkte Division)
- ab 29. September --- Stellungskämpfe vor Jacobstadt

### 1916
- bis 14. Oktober --- Stellungskämpfe vor Jacobstadt
- 14. bis 19. Oktober --- Transport aus Kurland nach Rumänien
- 19. Oktober bis 9. November --- Grenzkämpfe am Vulkangebirge
- 10. bis 14. November --- Schlacht am Szurduk
- 16. bis 17. November --- Schlacht von Targu-Jiu
- 18. bis 23. November --- Verfolgung durch die Westwalachei
- 24. bis 27. November --- Kämpfe zum unteren Alt
- 28. bis 30. November --- Gefechte der Kavallerie zwischen Alt und Arges
- 1. bis 5. Dezember --- Schlacht am Argesch
- 4. bis 8. Dezember --- Verfolgung nach der Schlacht am Argesch
  - 6. Dezember --- Einnahme von Bukarest
- 9. bis 20. Dezember --- Verfolgungskämpfe an Jalomita -Prohava und Buzaul
- 21. bis 27. Dezember --- Schlacht bei Rimnicul-Sarat
- ab 28. Dezember --- Verfolgungskämpfe nach der Schlacht bei Rimnicul-Sarat

### 1917
- bis 3. Januar --- Verfolgungskämpfe nach der Schlacht bei Rimnicul-Sarat
- 4. bis 8. Januar --- Schlacht an der Putna
- 6. bis 17. Januar --- Schlacht an der Putna und Sereth
- 20. bis 30. Januar --- Transport nach dem Westen
- 15. Februar bis 12. Mai --- Reserve der OHL in Belgien
- ab 12. Mai --- Stellungskämpfe in Lothringen

### 1918
- bis 30. April --- Stellungskämpfe in Lothringen

## Kommandeure
| Dienstgrad      | Name                    | Datum                              |
| --------------- | ----------------------- | ---------------------------------- |
| Generalleutnant | Egon Graf von Schmettow | 2. August 1914 bis 29. August 1915 |
| Generalleutnant | Hermann Heidborn        | 30. August 1915 bis 7. Juli 1916   |
| Generalmajor    | Georg Saenger           | 8. Juli 1916 bis 30. April 1918    |